# Глиньково (Калузька область)
Глиньково (рос. Глиньково) — присілок в Кіровському районі Калузької області Російської Федерації.
Населення становить 7 осіб. Входить до складу муніципального утворення Присілок Тягаєво.

## Історія
Від 2004 року входить до складу муніципального утворення Присілок Тягаєво.

## Населення
| 2002 | 2010 |
| ---- | ---- |
| 15   | ↘7   |